# Unión Popular Revolucionaria Emiliano Zapata

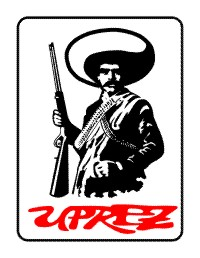
Unión Popular Revolucionaria Emiliano Zapata Logo

La Unión Popular Revolucionaria Emiliano Zapata (UPREZ) es una organización social mexicana integrante del movimiento urbano popular. Tiene presencia en diferentes estados de la República Mexicana y entre sus objetivos está el de mejorar las condiciones de vida de la población mexicana mediante la lucha social de base en el campo y la ciudad.

## Historia
El 1 de febrero de 1987 se crea la Unión Popular Revolucionaria Emiliano Zapata como un afluente de diversas organizaciones sociales de diferentes puntos de la República Mexicana. Entre las organizaciones urbanas se encontraban: San Miguel Teotongo, el Frente Popular Independiente de Neza, el Frente Popular Independiente de Ecatepec, la Unión de Colonos de la Primera Victoria, la Unión de Vecinos del Centro, pero sobre todo de agrupaciones que conformaban la Coordinadora Nacional del Movimiento Urbano Popular (Conamup).
Evidentemente, la Coordinadora tiene sus antecedentes en las luchas de 1968, de los años setenta; los movimientos sindicales, a los que se suman las movilizaciones urbanas. En sí, la UPREZ nace de la necesidad de contar con una organización con una visión ideológica mucho más clara. Vinculada a las corrientes de izquierda, la Unión utiliza mucho como método la línea de masas, es decir, la participación del pueblo en la toma de decisiones.

## Forma de organización
La forma de organización es a través de las llamada bases, por cada sector se reúnen los afectados para resolver su problema específico. Existen bases de comerciantes, transporte, cultura, solicitantes de vivienda, educativo, mujeres, jóvenes, y de participación política. Estas bases toman sus decisiones en reuniones semanales, llamadas asambleas, y se reparten el trabajo de gestión entre los participantes, los cuales participan atendiendo los acuerdos a los que se llegan al final de las asambleas.
La UPREZ va más hacia la ubicación del momento que vive el país para poder crecer hacia sectores nuevos o que no había trabajado de la población. Esto es, se plantea como punto fundamental, para su ubicación ideológica, el tener una táctica y una estrategia definida a partir de la respuesta a la pregunta ¿qué quiere la Unión?
En primer término que en este país se permita construir el poder desde abajo, hablamos del poder popular, de la participación del pueblo, ese es el camino de la UPREZ, construir desde abajo a través de los núcleos organizados e incidir en el sector campesino, en el indígena y en el obrero. Busca, entonces, en lo inmediato, recomponer sus grupos obreros para rescatar los sindicatos, hoy en crisis, y contribuir a darles una vida más democrática.
Con este mismo propósito, la UPREZ trabaja actualmente con un sector antes sumamente difícil: los discapacitados. En México hay diez millones de discapacitados a quienes no se respetan sus derechos. La Unión abrió sus puertas ese gran número de personas a las que desde la UPREZ se impulsa a que luchen por sus demandas y ¿cuál es su demanda? únicamente tener acceso al trabajo, a la educación, a ser tratados como iguales.

## Sectores

### Educativo
Este es uno de los sectores más consolidados y poco difundido en la esfera educativa. Se han creado  centros de desarrollo infantil, primarias, secundarias, bachilleratos y planes para educación superior .
La UPREZ es de las primeras organizaciones sociales y políticas en darse cuenta del problema fundamental, y grave, que se vislumbraba en la educación media superior. Propone como alternativa un modelo de participación comunitaria, profesores, alumnos, padres de familia, para la construcción, e implementación de escuelas de bachillerato en el Estado de México. No sin grandes dificultades logra construir un número determinado de escuelas. En la alcaldía Iztapalapa, se hacen gestiones y movimientos de vecinos para transformar un inmueble de uso carcelario en el primer bachillerato de la Ciudad de México. En el Estado de México, las principales entidades educativas de la organización son: la Universidad Emiliano Zapata en Ciudad Nezahualcóyotl, la Universidad Revolución en Chicoloapan y las preparatorias 55 "Ollin Tepochcalli", 82 "José Revueltas" Y 168 "Che Guevara".